# Kazimierz Leszczyński
Kazimierz Leszczyński (geboren 1913; gestorben 1977) war ein polnischer Historiker, der über den Holocaust und die Kriegsverbrechen während der deutschen Besetzung in Polen schrieb. Er publizierte zum Teil zusammen mit Szymon Datner und Janusz Gumkowski, darunter eine Dokumentensammlung zu den Verbrechen gegen die Zivilbevölkerung während des Warschauer Aufstandes im Jahre 1944 (1962).
Er publizierte unter anderem im Biuletyn Głównej Komisji Badania Zbrodni Hitlerowskich, dem Bulletin der Hauptkommission zur Untersuchung der Naziverbrechen in Polen (Główna Komisja Badania Zbrodni Hitlerowskich w Polsce bzw. Główna Komisja Badania Zbrodni Niemieckich w Polsce, Abk. GKBZNwP).
Sein Buch über Heinz Reinefarth (1903–1979) dokumentiert die Rolle, die der SS-Gruppenführer und spätere Schleswig-Holsteiner Landtagsabgeordnete bei der Niederschlagung des Warschauer Aufstandes im Jahre 1944 spielte.
Zur polnischen Veröffentlichung des Stroop-Berichts – d. h. dem Bericht des Anführers des Massenmordes im Warschauer Ghetto Jürgen Stroop (1895–1952) – verfassten Kazimierz Leszczyński und Janusz Gumkowski eine Einleitung (veröffentlicht in dem Bulletin der Hauptkommission zur Untersuchung der Kriegsverbrechen in Polen, Band XI, Justizverlag Wydawnictwo Prawnicze, 1960), woraus vom Herausgeber der deutschen Ausgabe dieses Berichts „die sachlichen Angaben […] entnommen worden“ sind.

## Publikationen (Auswahl)
- Kazimierz Leszczyński: Heinz Reinefarth. Wydawnictwo Zachodnie, 1961 *
- Gumkowski, Janusz ; Leszczynski, Kazimierz: Poland Under Nazi Occupation. Warsaw Polonia 1961 (frz. L'occupation hitlerienne en Pologna) (Auszüge)
- Datner, Szymon, Janusz Gumkowski und Kazimierz Leszczynski. Genocide 1939–1945. (War crimes in Poland). Warschau und Posen, Wydawnictwo Zachodnie, 1962.[4]
- Zbrodnie okupanta hitlerowskiego na ludności cywilnej w czasie powstania warszawskiego w 1944 roku, w dokumentach. Wybór i opracowanie: Szymon Datner, Kazimierz Leszczyński. Ze wstẹpem Janusza Gumkowskiego. Szymon Datner; Kazimierz Leszczyński; Główna Komisja Badania Zbrodni Hitlerowskich w Polsce. [Warszawa] Wydawn. Ministerstwa Obrony Narodowej [1962]
- Leszczynski, Kazimierz (Hrsg.): Fall 9. Das Urteil im SS-Einsatzgruppenprozeß gefällt am 10. April in Nürnberg vom Militärgericht II der Vereinigten Staaten von Amerika. Einleitung von Siegmar Quilitzsch. Berlin. Rütten & Loening 1963.
- Einsatzgruppen : (Wyrok i uzasadnienie) / Oprac. i tłumaczyli Szymon Datner ; Janusz Gumkowski ; Kazimierz Leszczyński. Warszawa : Wydawnictwo prawnicze 1963 (Biuletyn Głównej Komisji Badania Zbrodni Hitlerowskich; 14)
- Zöller, Martin / Leszczynski, Kazimierz (ed.): Fall 7. Das Urteil im Geiselmordprozeß. Gefällt am 19. Februar 1948 vom Militärgerichtshof V der Vereinigten Staaten von Amerika. Hrsg. von Martin Zöller und Kazimierz Leszczynski. Mit einer Einleitung und einer Chronik über den Volksbefreiungskampf in Jugoslawien, Griechenland und Albanien von Martin Zöller. Berlin, VEB Verlag der Wissenschaften 1965.
- Steiniger, P. A. und Kazimierz Leszczynski (Hrsg.): Fall 3. Das Urteil im Juristenprozeß, gefällt am 4. Dezember 1947 vom Militärgerichtshof III der Vereinigten Staaten von Amerika. Berlin, VEB Deutscher Verlag der Wissenschaften, 1969.
- Obozy hitlerowskie na ziemiach polskich: 1939–1945 ; informator encyklopedyczny / [zespół autorsko-red.: Kazimierz Leszczyński ... Główna Komisja Badania Zbrodni Hitlerowskich w Polsce. Rada Ochrony Pomników Walki i Męczeństwa (Einheitssachtitel Hitlers Konzentrationslager auf polnischem Boden, poln.)] Warszawa : Państwowe Wydawnictwo Naukowe 1979[5]